# アドール
アドール（Ador）はスペイン、バレンシア州、バレンシア県の自治体。コマルカ・デ・ラ・サフォールに属する。バレンシア語地域の自治体である。

## 地理
アドールはセルピス川（Serpis）の左岸、伝統的なコマルカであるオルタ・デ・ガンディーア（Horta de Gandia）地域の南西部に位置する。また、自治体の領域は飛び地となっている。
隣接する自治体は、アラファウイール、カステリョネッド・デ・ラ・コンケスタ、ガンディーア、リュチェント、パルマ・デ・ガンディーア、ポトリーエス、ロトバ、ビラリョンガで、すべてバレンシア県に属している。

### 人口
| アドールの人口推移 1900－2010                           |
|                                                         |
| 出典:INE（スペイン国立統計局）1900年 - 1991年、1996年 - |

## 経済
アドールの経済は、農業が中心となっており、とくにオレンジ栽培が盛んで、次いで穀物、野菜（根菜類や茎菜類）の栽培がおこなわれ、他にはイナゴマメ（algarrobo）、オリーブ、アーモンド、ブドウなどの生産もおこなわれている。

## 政治
自治体首長はGAのジュアン・ファウス・ビトーリア（Joan Faus Vitòria）が、自治体評議員はGA：5、バレンシア国民党（Partit Popular de la Comunitat Valenciana、PPCV）：4となっている（2011年5月22日の自治体選挙結果、得票順）。
| 1999年6月13日自治体選挙 |        |        |          |
| 政党                    | 得票数 | 得票率 | 獲得議席 |
| PPCV                    | 450    | 51.25% | 5        |
| BLOC                    | 290    | 33.03% | 3        |
| PSPV-PSOE               | 131    | 14.92% | 1        |

| 2003年5月25日自治体選挙 |        |        |          |
| 政党                    | 得票数 | 得票率 | 獲得議席 |
| PPCV                    | 485    | 51.49% | 5        |
| BLOC                    | 254    | 26.96% | 2        |
| PSPV-PSOE               | 201    | 21.34% | 2        |

| 2007年5月27日自治体選挙 |        |        |          |
| 政党                    | 得票数 | 得票率 | 獲得議席 |
| PPCV                    | 519    | 51.44% | 5        |
| GA                      | 484    | 47.97% | 4        |

| 2011年5月22日自治体選挙 |        |        |          |
| 政党                    | 得票数 | 得票率 | 獲得議席 |
| GA                      | 524    | 49.81% | 5        |
| PP                      | 512    | 48.67% | 4        |

### 司法行政
アドールはガンディーア司法管轄区に属す。